# هريزة
هريزة هي قرية في مقاطعة أصفهان، إيران. عدد سكان هذه القرية هو 106 في سنة 2006.